# Торелль, Лудвиг
Лудвиг Симон Малаховский Торелль (швед. Ludwig Simon Małachowski Thorell; род. 25 февраля 2005) — шведский футболист, полузащитник «Мьельбю».

## Клубная карьера
Является воспитанником «Броммапойкарны», где начал заниматься в пятилетнем возрасте прошёл путь от детской и юношеской команды до основной. В её составе на юношеском уровне дважды выигрывал Кубок Готии и юношеский чемпионат Швеции. В декабре 2021 года подписал первый профессиональный контракт с клубом. 5 ноября 2022 года в матче последнего тура против «Эргрюте» дебютировал за основную команду в Суперэттане, заменив в середине второго тайма Тима Вакера. По итогам сезона «Броммапойкарна» заняла первое место в турнирной таблице и вышла в Алльсвенскан. Летом 2023 года покинул команду.
15 августа 2023 года стал игроком «АФК Эскильстуна», подписав контракт на два с половиной года. До конца сезона принял участие в восьми матчах, в которых забил один мяч. После вылета в первый дивизион по итогам сезона расторг контракт с клубом и в начале 2024 года перешёл в «Сандвикен».
12 января 2025 года стал игроком «Мьельбю», заключив соглашение, рассчитанное на пять лет. Первую игру за главную команду провёл 16 февраля в матче группового этапа кубка страны с «Ландскруной». 30 марта во встрече первого тура с «Эльфсборгом» дебютировал в чемпионате Швеции, заменив на 86-й минуте Виктора Густафсона.

## Карьера в сборной
Выступал за юношеские сборные Швеции различных возрастов.

## Достижения
Броммапойкарна
- Победитель Суперэттана: 2022

## Клубная статистика
| Выступление      | Выступление      | Выступление      | Лига | Лига | Кубки | Кубки | Конт. кубки | Конт. кубки | Итого | Итого |
| Клуб             | Лига             | Сезон            | Игры | Голы | Игры  | Голы  | Игры        | Голы        | Игры  | Голы  |
| ---------------- | ---------------- | ---------------- | ---- | ---- | ----- | ----- | ----------- | ----------- | ----- | ----- |
| Броммапойкарна   | Суперэттан       | 2022             | 1    | 0    | 1     | 0     | 0           | 0           | 2     | 0     |
| Броммапойкарна   | Итого            | Итого            | 1    | 0    | 1     | 0     | 0           | 0           | 2     | 0     |
| АФК Эскильстуна  | Суперэттан       | 2023             | 7    | 1    | 1     | 0     | 0           | 0           | 8     | 1     |
| АФК Эскильстуна  | Итого            | Итого            | 7    | 1    | 1     | 0     | 0           | 0           | 8     | 1     |
| Сандвикен        | Суперэттан       | 2024             | 30   | 0    | 1     | 1     | 0           | 0           | 31    | 1     |
| Сандвикен        | Итого            | Итого            | 30   | 0    | 1     | 1     | 0           | 0           | 31    | 1     |
| Мьельбю          | Алльсвенскан     | 2025             | 3    | 0    | 3     | 0     | 0           | 0           | 6     | 0     |
| Мьельбю          | Итого            | Итого            | 3    | 0    | 3     | 0     | 0           | 0           | 6     | 0     |
| Всего за карьеру | Всего за карьеру | Всего за карьеру | 41   | 1    | 6     | 1     | 0           | 0           | 47    | 2     |